# Disturbios anti-LGBT en Belgrado
Los disturbios anti-LGBT en Belgrado se refiere a un incidente de violencia contra personas LGBT que ocurrió el 10 de octubre de 2010 durante una marcha del orgullo LGBT en Belgrado organizada para defender los derechos LGBT en Serbia. La marcha del orgullo era la primera organizada en Belgrado desde 2001; una marcha planeada para 2009 fue cancelada debido a las amenazas de violencia.

## Hechos

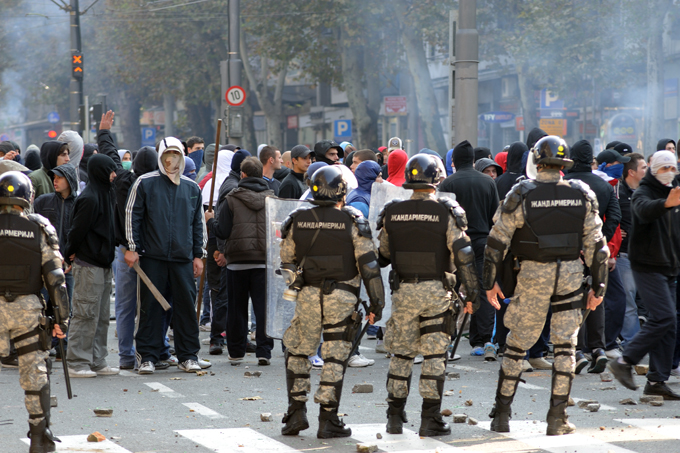
Enfrentamientos entre la Žandarmerija (gendarmería serbia) y manifestantes antigais.

Los manifestantes antigais se enfrentaron a 5000 policías antidisturbios armados lanzando cócteles molotov, ladrillos, piedras, botellas de cristal y petardos; la policía empleó gases lacrimógenos y balas de goma. No hubo muertes.
Fuentes policiales informaron sobre 78 policías y 17 civiles heridos y 101 personas fueron detenidas por comportamiento violento. El garaje del edificio del prooccidental Partido Demócrata en el gobierno fue incendiado y el edificio de la televisión nacional y las sedes de otros partidos políticos también fueron dañados.
La manifestación fue considerada una prueba para el Gobierno de Serbia, que había asegurado que protegería los derechos humanos en el país, en su deseo de acceder a la Unión Europea. Jelko Kacin ―responsable de la evaluación de la candidatura serbia― afirmó que el fracaso de Serbia en evitar los disturbios podría dañar sus aspiraciones de unirse a la Unión Europea. Durante su visita a Belgrado dos días después de los disturbios, la secretaria de Estado estadounidense Hillary Clinton, alabó al Gobierno serbio por proteger los derechos humanos de los participantes en la manifestación.